# Муравйов Микита Михайлович
Муравйов Микита Михайлович (нар.9 вересня 1795 — пом. 28 квітня 1843) — декабрист, капітан Гвардейського генерального штабу. Керівник Північного товариства, автор одного з програмних документів декабристів — Конституції. Старший брат декабриста Муравйова Олександра Михайловича.

## Біографія
Походив із дворян. Народився 9 вересня 1795 року. Батько — Муравйов Михайло Микитич (25 жовтня 1757 — 7 липня 1807), попечитель Московського університету, товариш міністра народної освіти, сенатор. Мати — Колокольцева Катерина Федорівна (2 листопада 1771 — 21 квітня 1848). Виховувався вдома, освіту здобув в Московському університеті.
Учасник закордонних походів 1813 — 1814 років, військових дій періоду «Ста днів». Знаходився у Парижі до листопада 1815 р. Масон з 1817 року.
Один із засновників Союз порятунку, член Корінної ради Союз благоденства, один із засновників Північного товариства, член Верховної думи Північного товариства, його керівник, автор проекту Конституції.
Заарештований 20 грудня 1825 у маєтку свого тестя — с. Тагіно Орловської губернії, 26 грудня 1825 р. доставлений до Петропавлівської фортеці. Засуджений по 1 розряду і по конфірмації 10 липня 1826 року засуджений до каторжних робіт на 20 років, 22 серпня 1826 — строк скорочено до 15 років. Покарання відбував у Читинському острозі і Петровському заводі. У 1832 термін скорочено до 10 років. За указом 14 грудня 1835 переведений на поселення в с. Уріку Іркутського округу, де 28 квітня 1843 року помер. Там же й похований.
Дружина — Муравйова Олександра Григорівна (Чернишова), поїхала за чоловіком до Сибіру.
Автор ряду історико-публіцистичних робіт.

## Нагороди
- Орден святої Анни 4 ступеня
- Орден святого Володимира 4 ступеня